# 아리조노 신고
아리조노 신고(일본어: 有薗 真吾, 1985년 12월 4일 ~ )는 일본의 전 축구 선수이다.

## 구단 경력
그는 2009년부터 2018년까지 J리그의 더스파구사쓰 군마, FC 마치다 젤비아, 블라우블리츠 아키타, 기라반츠 기타큐슈에서 활동하였다.